# Taudactylus rheophilus
A Taudactylus rheophilus a kétéltűek (Amphibia) osztályának békák (Anura) rendjébe, a Myobatrachidae családba, azon belül a Taudactylus nembe tartozó faj.

## Előfordulása
Ausztrália endemikus faja. Queensland állam északkeleti részén, a Nagy-Vízválasztó-hegység hegycsúcsain, 940–1400 m-es tengerszint feletti magasságon honos. A faj előfordulási területének mérete nagyjából 5000 km².
A Taudactylus rheophilus elterjedése négy hegycsúcsra korlátozódik, a Thornton Peak és Mt Bellenden Ker között. A faj elterjedési területe hirtelen zsugorodott, és 1991 októberére a faj egyértelműen eltűnt. A nyilvánvaló távollét után öt egyedet hallottak hívogatni a Mulgrave-folyó egyik kis, magasan fekvő mellékfolyójánál, és további hét egyedet hallottak hívogatni, valamint egyet el is fogtak a Mitchell-folyó egyik magasan fekvő mellékfolyójánál, a Mt Carbine-on. A Bellenden Ker hegy délkeleti lejtőjéről a faj további észlelései között szerepel egy egyed 1998 februárjában, és további 3-5 egyed 2000 decemberében körülbelül 1400 m magasságban.

## Megjelenése
Kis termetű békafaj, testhossza elérheti a 3 cm-t. Háta sötétbarna, sárgásbarna vagy barna. Az oldala a szeme mögül az ágyékáig sötétbarna vagy fekete. A szemek között egy sötét vízszintes jelölés található. Az oldalán és a hátán néha krémszínű, erezetszerű mintázat található. A hasa fehér vagy barna, krémszínű foltokkal. A pupillája vízszintes, a szivárványhártya aranyszínű. A lábakon és a karokon barna vízszintes sávok húzódnak. Ujjai között nincs úszóhártya, ujjai végén apró korongok vannak.

## Életmódja
A szaporodási időszak ismeretlen, de valószínűleg tavasztól nyárig tart. A petékről nincs feljegyzés, de valószínűleg a többi Taudactylus fajhoz hasonlóan a nőstény kis, laza csomókban rakja le a petéket a patakmedrek sziklái alá. Nagyméretű (1,8-2,4 mm átmérőjű), 35-50 darabból álló csomót alkotó petéket találtak nőstényekben. Az ebihalakat szintén nem írták le, de valószínűleg színük, habitusuk és fejlődési idejük hasonló a többi Taudactylus fajéhoz. Nem ismert, hogy mennyi idő alatt fejlődnek békává.

## Természetvédelmi helyzete
A vörös lista a súlyosan veszélyeztetett fajok között tartja nyilván. Populációja nem ismert, az ivarérett példányok száma kevesebb, mint 50. A csökkenés okai ismeretlenek. Richards és munkatársai nem találtak egyértelmű bizonyítékot arra, hogy az aszály, az áradások, az élőhely pusztulása vagy a peszticidek, szervetlen ionok vagy nehézfémek okozta szennyezés lenne felelős a populáció csökkenéséért. A jelenlegi kutatások azt a lehetőséget vizsgálják, hogy betegség, például vírusfertőzés vagy Chytrid gomba is hozzájárulhatott a faj egyedszámának csökkenéséhez. A nagyon kis, elszigetelt populációknak a faj helyreállására gyakorolt hatása még nagyrészt ismeretlen, de magában foglalhatja az alacsony genetikai variabilitást, a betegségekre való fokozott fogékonyságot és az általános demográfiai instabilitást.